# Brian Schmidt
Brian P. Schmidt (ur. 24 lutego 1967 w Missoula) – amerykański astrofizyk pracujący w Australii, laureat Nagrody Nobla z fizyki w 2011 roku.

## Życiorys
Schmidt dorastał w Montanie i Anchorage na Alasce. Studiował fizykę i astronomię na University of Arizona, doktorat zrobił w 1993 roku na Harvard University. Od 1995 roku pracował w Australii, w Obserwatorium Mount Stromlo, a od 1999 roku w Australian National University. Posiada obywatelstwo amerykańskie i australijskie. 
Schmidt od 1994 roku prowadzi High-z Supernova Search Team, jeden z dwóch projektów, które w późnych latach 90. mierzyły jasność supernowych typu Ia. Wśród jego współpracowników był m.in. Adam Riess. W 1998 roku ich badania doprowadziły do odkrycia zjawiska przyśpieszania tempa rozszerzania się Wszechświata. Do tego samego wniosku doszła grupa badaczy Supernova Cosmology Project, kierowana przez Saula Perlmuttera. To odkrycie stało się bodźcem do badań nad ciemną energią.
W 2006 roku został za swoje odkrycie uhonorowany Nagrodę Shawa (razem z Perlmutterem i Riessem), w 2007 roku Nagrodą Gruberów z kosmologii (razem z Perlmutterem), a w 2011 roku nagrodą Nobla w dziedzinie fizyki (razem z Perlmutterem i Riessem).
W 2015 otrzymał Nagrodę Fizyki Fundamentalnej.